# تاد مک‌فادن (بازیکن بسکتبال)
تاد مک‌فادن (انگلیسی: Thad McFadden؛ زادهٔ ۲۹ مهٔ ۱۹۸۷) بازیکن بسکتبال اهل ایالات متحده آمریکا است.